# Diaphus garmani
Diaphus garmani és una espècie de peix de la família dels mictòfids i de l'ordre dels mictofiformes. Poden assolir fins a 6 cm de longitud total.
Assoleix la maduresa sexual quan arriba als 4 cm de longitud. Al Japó és depredat per Galeus eastmani i a les Filipines per Stenella longirostris.
És un peix marí i d'aigües profundes que viu fins a 2.091 m de fondària.

## Distribució geogràfica
Es troba a les Illes Canàries, davant les costes del Senegal, l'Atlàntic occidental, l'Àfrica oriental, les Comores, la costa occidental de Madagascar, el Japó, Austràlia, Nova Zelanda, Hawaii, Acapulco (Mèxic) i el Mar de la Xina Meridional.